# 570

## Събития
- Сполето става столица на независимото Херцогство Сполето под управлението на Фароалд I

## Родени
- Мохамед